# Эзра и Нехемия
«Эзра и Нехемия» (ивр. מבצע עזרא ונחמיה‎) — операция в 1951—1952 годах, в ходе которой по воздуху было переброшено от 120 000 до 130 000 иракских евреев (почти все еврейское население Ирака) в Израиль через Иран и Кипр. Массовая эмиграция иракских евреев была одним из кульминационных событий исхода евреев из стран мусульманского мира.
Операция названа в честь Ездры и Неемии — руководителей исхода из изгнания в Вавилонии к возвращению в Израиль в V веке до нашей эры.
Большая часть стоимости операции — 4 миллионов долларов — была профинансирована Американским еврейским объединённым распределительным комитетом.

## Предыстория
На момент образования государства Израиль в Ираке проживало около 135 000 евреев, большинство из них в Багдаде. Многие из иракских евреев были людьми состоятельными и занимали видное положение.
В конце 1947 года, после принятия ООН решения о разделе Палестины, в Ираке начались антиеврейские выступления; во время войны за независимость Израиля, Ирак воевал против Израиля, и был единственной страной, не подписавшей договор о прекращении войны. После провозглашения независимости Израиля в Ираке были арестованы тысячи евреев, сионистское движение было запрещено.
Евреям было запрещено выезжать из Ирака в Израиль, менять место жительства, обращаться в больницы, их дети не могли посещать школы.
С декабря 1949 года до февраля 1950 приблизительно 3 000 человек дошли до Израиля пешком.
В 1950 году правительство Ирака дало разрешение евреям выезжать, но при условии отказа от гражданства, имущества и права когда-либо вернуться в Ирак. Захваченное иракскими властями имущество евреев оценивалось в 200 млн. долларов.

## Ход операции
После разрешения иракского правительства, Израиль начал операцию по вывозу евреев.
Желавшие репатриироваться должны были записаться в специальный список, дождаться получения заграничного паспорта и заплатить властям за каждого члена семьи. Затем назначалась дата вылета, и евреи со всего Ирака добирались до Багдада. Там представители Еврейского агентства и Джойнта собирали группы. Вначале операции самолёты американской авиакомпании перевозили репатриантов на Кипр, а из Кипра их отправляли в Израиль. Со временем стало возможно доставлять евреев из Багдада напрямую в Израиль.